# Science-fiction japonaise
La science-fiction au Japon est un important sous-genre de la littérature moderne, qui a fortement influencé les divers aspects de la culture populaire contemporaine japonaise comme les mangas, l'anime ou encore les jeux vidéo.

## Histoire

### Origines
Il y a d'abord eu, avant l'ère Meiji, quelques prototypes d'ouvrages de science-fiction.
Après la restauration Meiji, les romans de Jules Verne et H. G. Wells ont été traduits et introduits au Japon. Shunrō Oshikawa et Jūza Unno ont écrit des romans qui sont désormais considérés comme des œuvres de science-fiction.

### Après la Seconde Guerre mondiale
Après la Seconde Guerre mondiale, le premier magazine commercial de science-fiction, Seiun (星雲), est publié en 1954. Sa publication ne continue pas et seul le premier volume est publié. La science-fiction japonaise moderne a commencé sous l'influence de livres de poche d'occasion que l'armée d'occupation américaine a introduit au Japon. 
Au début des années 1960, les fanzines de science-fiction Uchujin (宇宙塵) et S-F Magazine (S-Fマガジン) de Hayakawa Shobō ont commencé leur publication. La première convention Nihon SF Taikai a lieu en 1962. Des auteurs célèbres comme Sakyo Komatsu, Yasutaka Tsutsui, Ryō Hanmura, Ryū Mitsuse, Kazumasa Hirai et Aritsune Toyota ont fait leurs débuts au concours Hayakawa SF. D'autres auteurs, tels que Taku Mayumura, Shin'ichi Hoshi et Aran Kyōdomari ont également publié leurs œuvres.

## Liste des écrivains de science-fiction au Japon
- La première génération (après la Seconde Guerre mondiale) 
  - Sakyo Komatsu
  - Yasutaka Tsutsui
  - Ryō Hanmura
  - Ryū Mitsuse
  - Kazumasa Hirai
  - Aritsune Toyota
  - Taku Mayumura
  - Shin'ichi Hoshi
  - Aran Kyodomari
  - Takumi Shibano (aussi le rédacteur en chef du fanzine Uchu-jin)
  - Tetsu Yano (aussi le traducteur)
  - Masami Fukushima (aussi le rédacteur en chef du magazine S-F)
  - Yoshio Aramaki

- La deuxième génération (période de l'infiltration et la diffusion)
  - Hideyuki Kikuchi
  - Baku Yumemakura
  - Haruka Takachiho
  - Akira Hori
  - Jun'ya Yokota
  - Kouji Tanaka
  - Masaki Yamada
  - Musashi Kanbe
  - Azusa Noa
  - Chōhei Kanbayashi
  - Kōshū Tani
  - Mariko Ōhara
  - Kō Hiura
  - Hitoshi Kusakami
  - Motoko Arai
  - Yoshiki Tanaka
  - Hiroe Suga

- La troisième génération (pendant l'âge d'hiver)
  - Hōsuke Nojiri
  - Hiroshi Yamamoto
  - Ryuji Kasamine
  - Yūichi Sasamoto
  - Hiroyuki Morioka

- La quatrième génération (après 2000)
  - Tō Enjō
  - Keikaku Itō
  - Sayuri Ueda